# Jehličnatý les

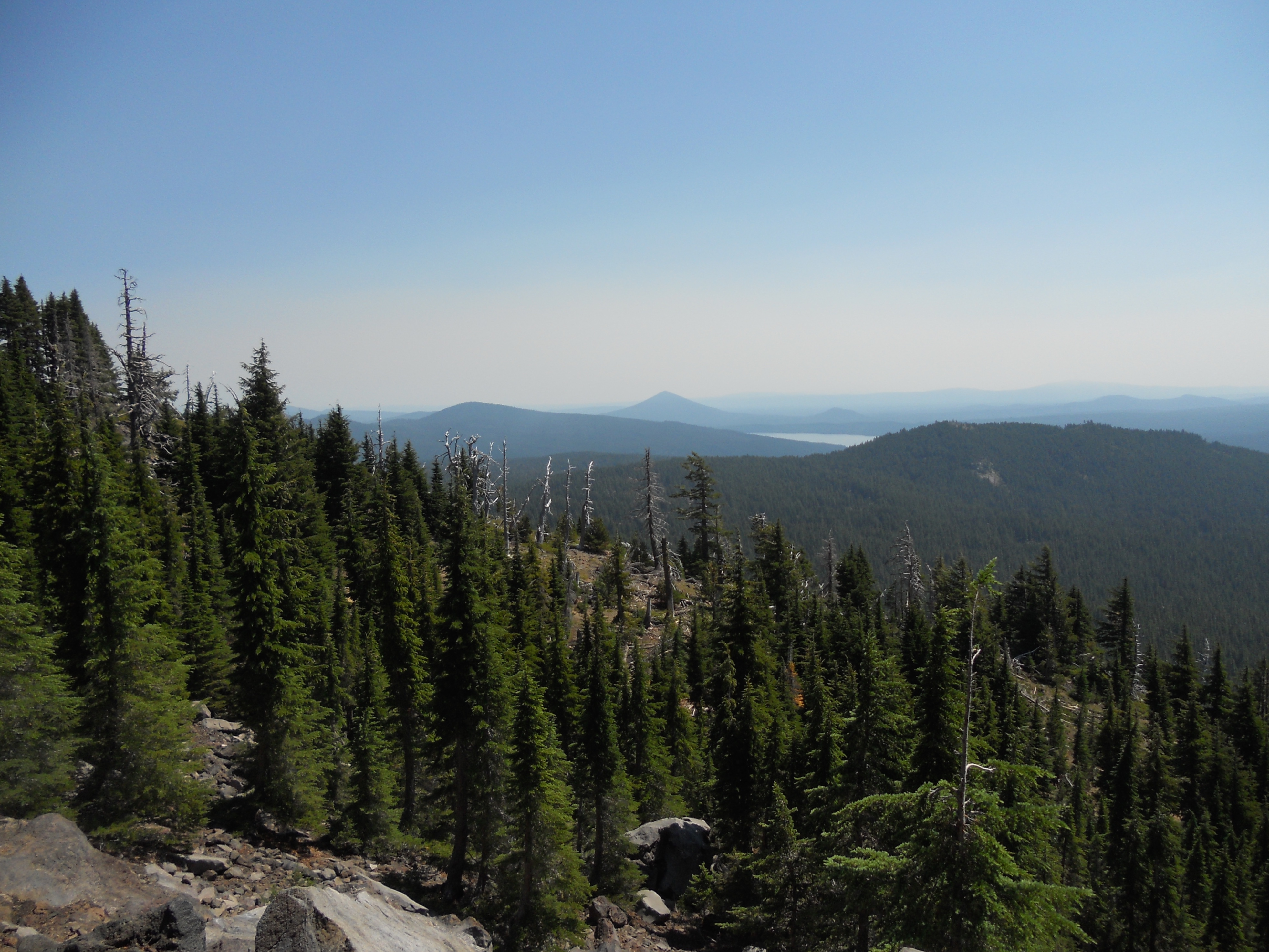
Jehličnatý les

Jehličnatý les je druh lesa, ve kterém převládají jehličnany. Různí autoři uvádějí pro jehličnatý les hraniční 75–90% podíl jehličnatých dřevin (z celkové zásoby nebo plochy). Přirozené i umělé jehličnaté lesy mohou být tedy jak smíšené (v ČR jsou typické směsi smrku a jedle nebo borovice a smrku v podúrovni), tak i čistě monokulturní (tvořené jediným druhem).

## Přirozené jehličnaté lesy

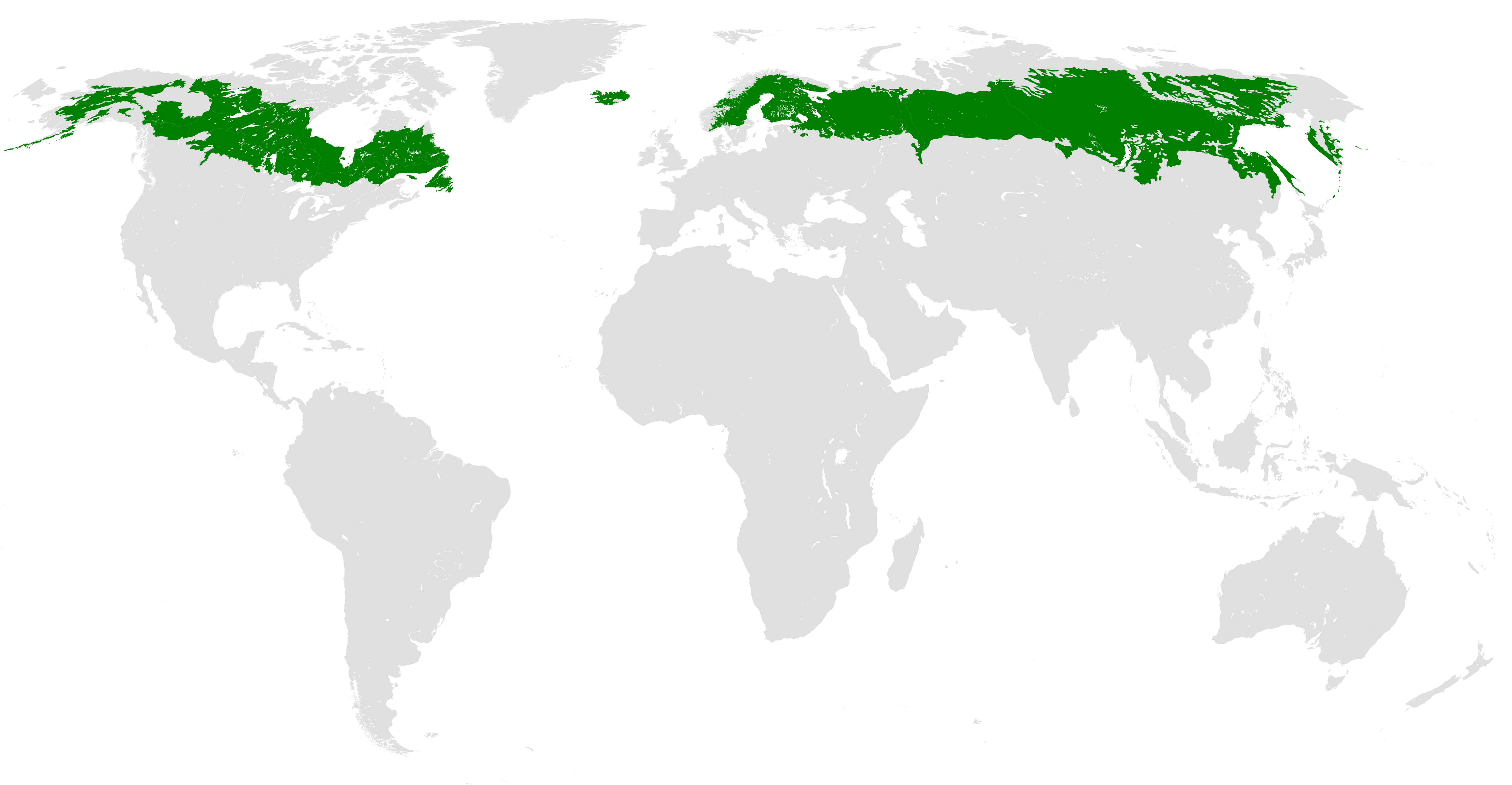
Rozšíření boreálních lesů (tajgy)

Přirozeně se jehličnaté dřeviny vyskytují především v ekosystému boreálních jehličnatých lesů jejichž výskyt je určen klimaticky – především délkou vegetačního období 1–4 měsíce. (Jde o období, v němž průměrná teplota vzduchu přesahuje 10 °C.). V podmínkách Česka lze takto klimaticky vymezené polohy nalézt v horách (cca 1000 – 1400 m n. m.) nebo v úzkých kaňonovitých údolích a propastech s vyvinutou inverzí vegetačních stupňů. Jde o různé typy horských smrčin, často s příměsí nebo vtroušením jeřábu, buku případně dalších dřevin. Přirozeně se vyskytují také v horách (například v Karpatech, Alpách), ale i v mnoha dalších klimatických oblastech včetně tropického pásma.

### Boreální klima
Tajga – dominantní biom severského (boreálního) podnebného pásu, zaujímající většinu Skandinávie, severoevropského Ruska, Sibiře a Kanady. Co do fyziognomie porostu se rozlišují dva typy: tzv. tmavá tajga se rozkládá na klimaticky a půdně příznivějších stanovištích, např. v nížinách, a je tvořena hustě zapojenými porosty smrků, jedlí a též některých borovic. Naproti tomu světlá tajga pokrývá hornatější oblasti s extrémnějšími podmínkami, jako jsou rašeliniště nebo permafrost, a tvoří ji řídké prosvětlené porosty modřínů nebo (na Sibiři) borovice lesní. Doprovodnými listnatými dřevinami tajgy jsou nenáročné břízy, jeřáby nebo topoly, v podrostu se vyskytují různé druhy brusnic.

### Mírné klima

Přirozené jehličnaté lesy mírného pásu

Evropské horské smrčiny – přirozené klimaxové lesy horských poloh mírného pásu, např. Alp, Karpat a dalších, nebo v úzkých kaňonovitých údolích a propastech s vyvinutou inverzí vegetačních stupňů. Fytocenologicky patří do stejné třídy jako lesy eurosibiřské tajgy a jsou tvořeny převážně smrkem ztepilým, v nižších polohách též jedlí bělokorou, která posléze přechází do smíšených smrkojedlových bučin. V podrostu jsou hojné brusnice, množství mechorostů a také některé plavuně.
Reliktní bory – obvykle maloplošné porosty borovice lesní na extrémních stanovištích, jako jsou skály, písčiny, rašeliniště nebo hadce, na kterých se odolná a nenáročná, ale konkurenčně slabá borovice dokázala udržet proti kompetičně silnějším, ale náročnějším dřevinám, a to zpravidla již od postglaciální doby. Pozoruhodné reliktní bory lze spatřit též v Kaledonských horách Skotska.

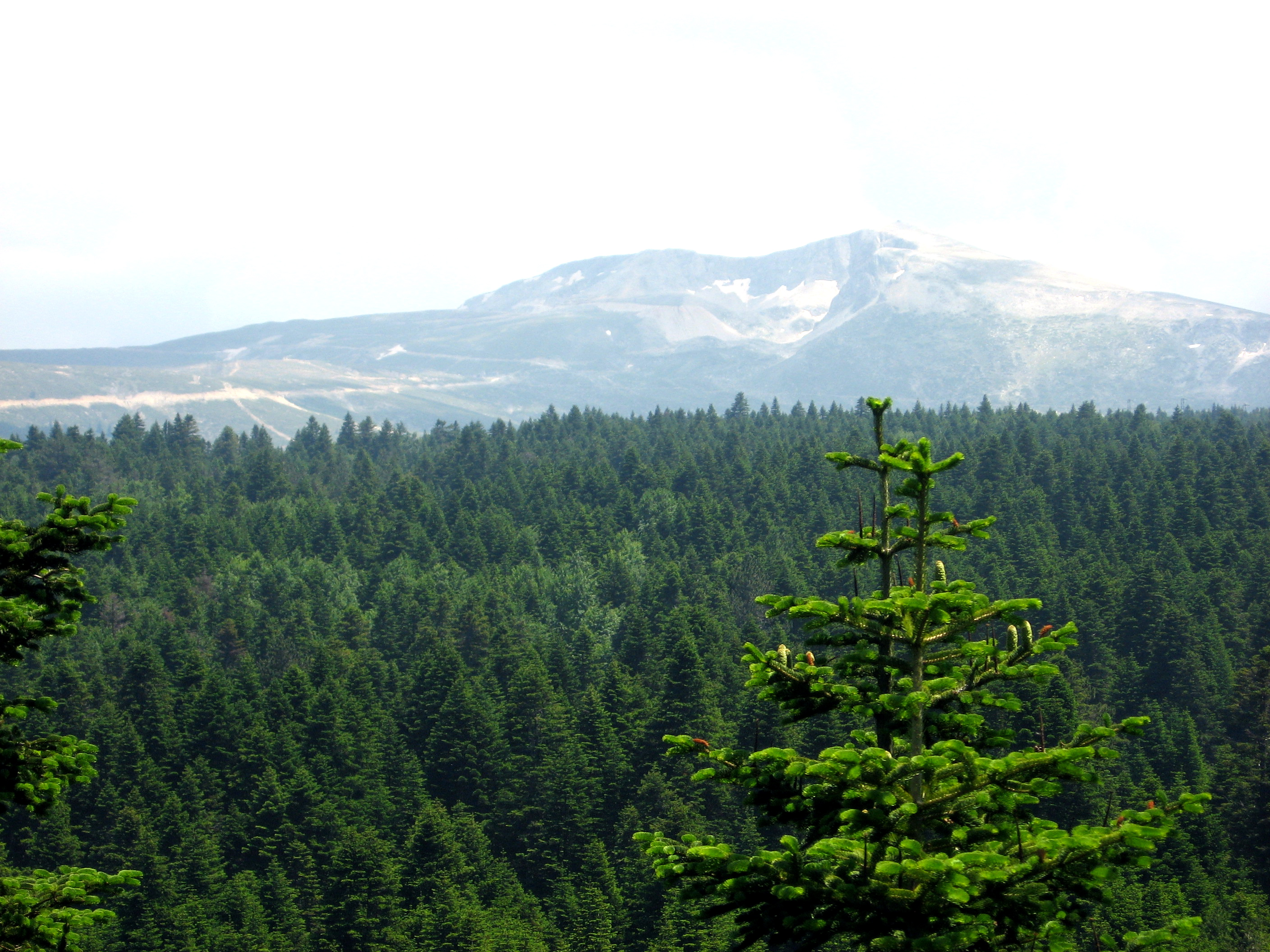
Jehličnatý les s jedlí kavkazskou v severním Turecku

Jehličnaté lesy Středomoří – pouze na některých místech ve vyšších polohách hor, kde navazují na stálezelené tvrdolisté doubravy a stejně jako ony jich byla velká část vykácena. Jejich druhové složení je místně značně proměnlivé: v pohoří Atlasu a přilehlém okolí (jižní Španělsko) je to cedr atlaský, reliktní jedle španělská, marocká a numidská, keřovité či stromovité jalovce (červenoplodý, kadidlový) a borovice černá; v Řecku jsou zachovány porosty jedle řecké; v jižní Anatolii jedle cilicijská. Chloubou a symbolem Libanonu jsou reliktní porosty cedru libanonského.
Jehličnaté lesy severní Anatolie – rozkládají se na svazích Pontických hor, kde navazují na druhově bohaté, převážně listnaté euxinské lesy nižších poloh. V oblasti ovlivněné ještě vlhkým klimatem od Černého moře jsou tvořeny jedlí kavkazskou a smrkem východním a příměsí orientálního buku, na sušších jižních svazích borovicí lesní a borovicí černou. Typickým druhem podrostu je stálezelený keř hlohyně šarlatová. Podobné druhy lesa se nalézají též na Kavkaze.

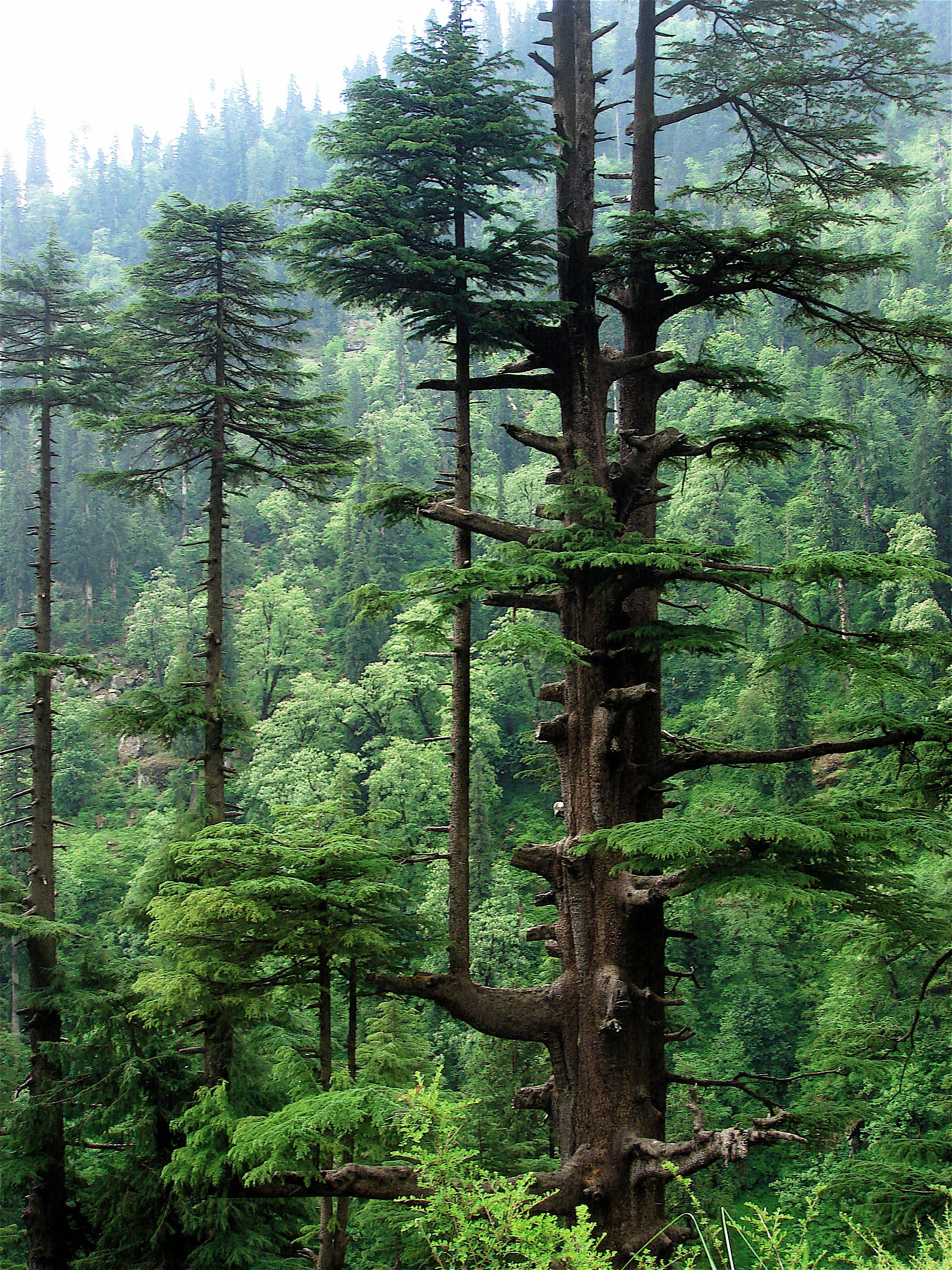
Přirozený cedrový jehličnatý les v Himálaji

Jehličnaté lesy Himálaje – vyskytují se především na strmých, severně orientovaných svazích. Hlavními dřevinami jsou jedle himálajská a různé další jedle, z borovic borovice himálajská, Roxburghova nebo Gerardova, dále smrk Smithův, cedr himálajský, modřín Griffithův, několik druhů stromovitých jalovců, cypřišů a tisů. Bohatý podrost a podúroveň tvoří listnaté keře a nižší stromy jako pěnišníky, břízy, kaliny, jeřáby nebo javory.
Jehličnaté lesy Japonska – ve vyšších polohách ostrova Honšú a Hokkaidó. Hlavní složkou jsou jedle (Mariesova, Veitchova), smrk ajanský a jedlovec různolistý, nad stromovou hranicí dále jehličnaté keře jako tis japonský nebo borovice nízká. V podrostu jsou hojné pěnišníky a další vřesovcovité keře. Směrem k severu a dál na ostrov Sachalin jehličnaté lesy klesají v nadmořské výšce a obohacují se o další druhy, jako o jedli sachalinskou nebou smrk Glehnův.

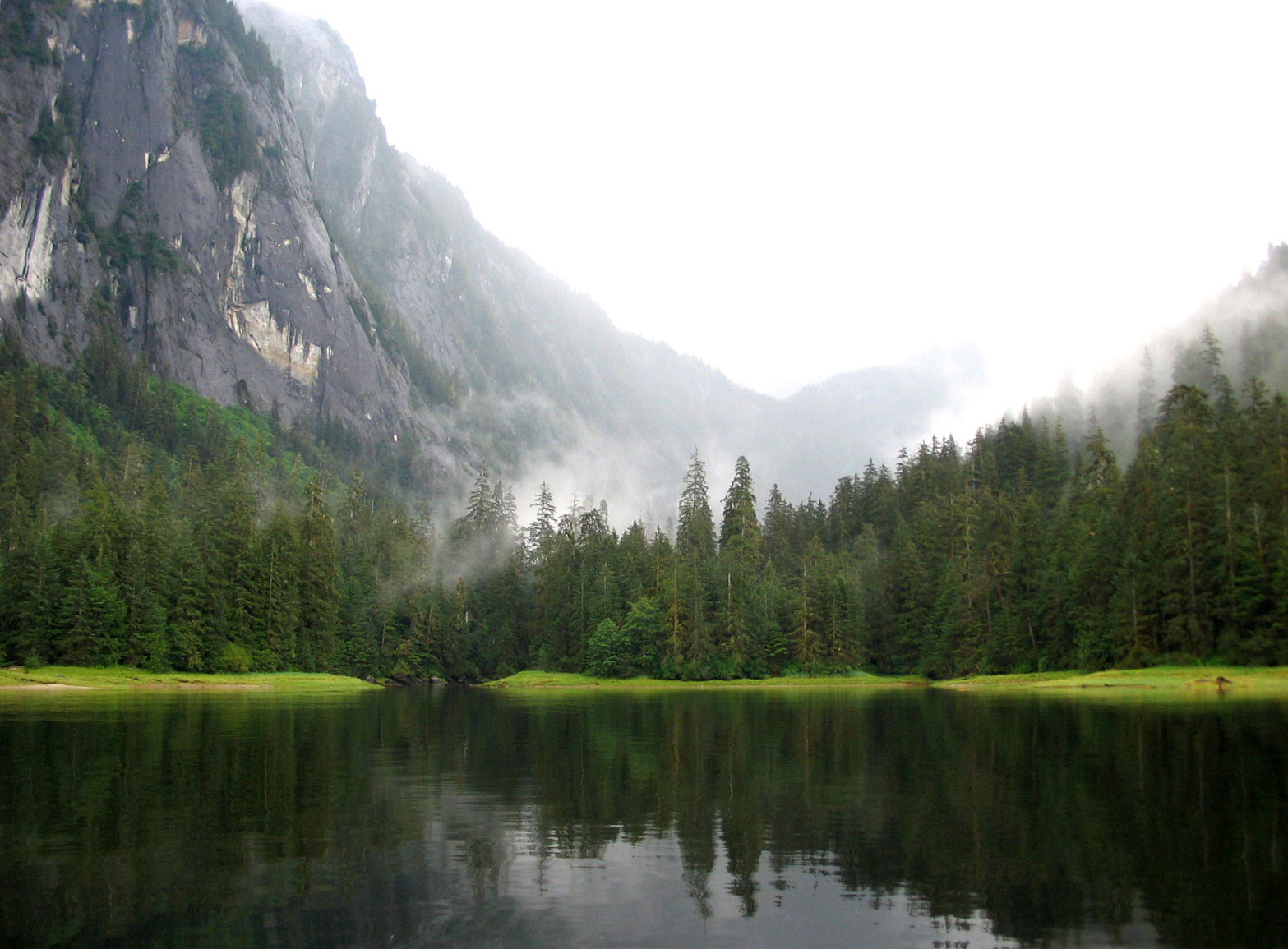
Pacifický jehličnatý les

Deštné jehličnaté lesy Pacifického západu – deštné pralesy zaujímající úzký pás pacifického pobřeží od Aljašky po severní Kalifornii. Jde o oblast se silně oceanickým klimatem, s mírnými zimami a velkým množstvím srážek včetně sněhových, významná je též vzdušná vlhkost v podobě mlhy. Dominantami zdejších lesů jsou mohutně vzrůstné jehličnany zerav obrovský, sekvoj vždyzelená, douglaska tisolistá, jedle obrovská a líbezná a smrk sitka, k dalším typickým zástupcům patří cypřišek nutkajský nebo jedlovec západní. Listnatých stromů je zde jen málo. V podrostu nalezneme brusnice nebo libavky. Většina těchto lesů byla v 19. a 20. století vykácena, malé zbytky jsou chráněny v rezervacích.
Lesy Skalistých hor – stanovištně a ekologicky pestré porosty mnoha ekoregionů mají v zásadě podobnou skladbu jako pacifické lesy, ovšem bez účasti či s pozvolným odezníváním vlhkomilnějších oceanických druhů, jimiž jsou jedlovce, sekvoje nebo zeravy. Typickými stromy jsou mnohé borovice (z nejvýznamnějších např. borovice těžká a borovice pokroucená, na horní hranici lesa též borovice osinatá), smrky (pichlavý, Engelmannův), jedle plstnatoplodá, modřín západní a další.
Jehličnaté lesy jihovýchodu USA – rozsáhlé porosty Atlantické nížiny, jejichž dominantou je borovice bahenní, případně též borovice Elliottova, na vlhkých stanovištích tisovce nebo cypřišek zeravovitý (Chamaecyparis thyoides). Doprovodnými dřevinami jsou především různé duby, ale též magnolie, tupely, ambroně nebo cesmíny. Význačná je přítomnost kriticky ohrožených reliktních jehličnanů jako toreja tisolistá nebo tis floridský. Podobné lesy více na severu při atlantském pobřeží, s převládající borovicí tuhou, se nazývají jako ekoregion Pine Barrens.
Valdivijské lesy jižního Chile – patří mezi deštné pralesy mírného pásu s vlhkým oceanickým klimatem. Lesy zde mají několik vegetačních stupňů; v nižších polohách stálezelená laurisilva, ve vyšších potom jehličnaté porosty s dominantními blahočety, fitzroyemi a rodem Austrocedrus, střídané dále pabuky a některými nohoplody. Vyskytuje se zde mnoho původních gondwanských druhů a zástupci holantarktické flóry.

Rozšíření tropických a subtropických jehličnatých lesů

### Tropické klima

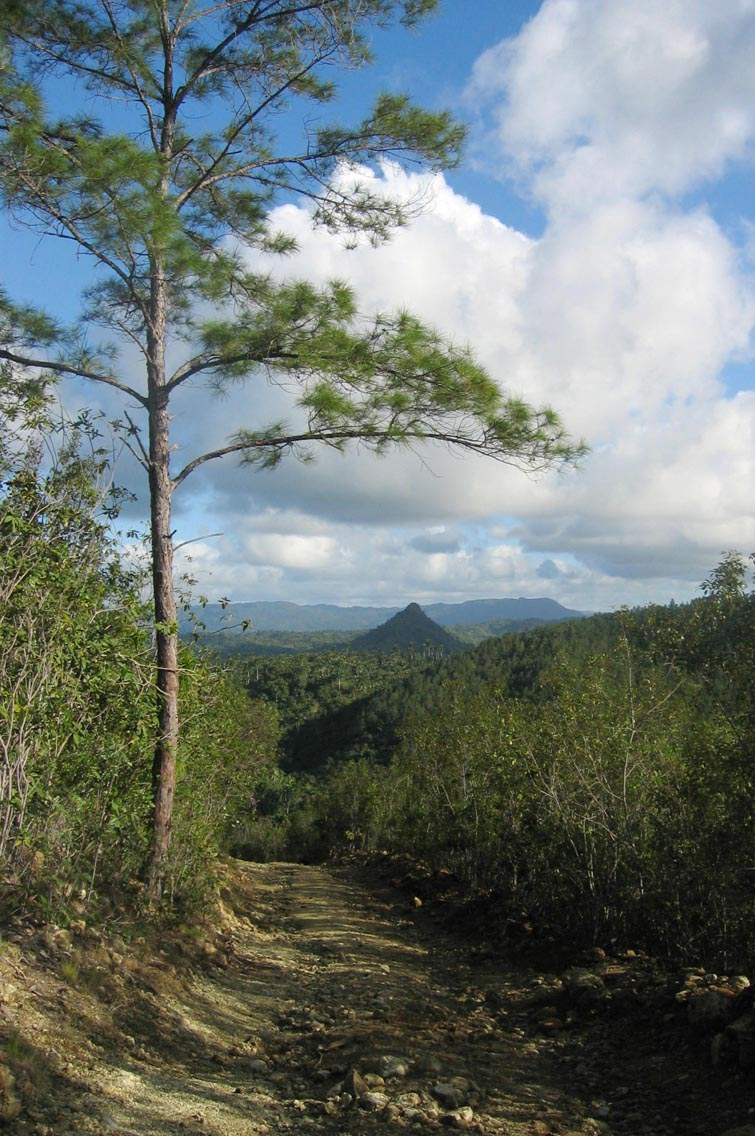
Borový les na Kubě

Střední Amerika – jehličnaté lesy se vyskytují ve středních a vyšších nadmořských výškách a jsou tvořeny převážně borovicemi, jedlemi a cypřiši s příměsí dubu.
Mexiko – světlé lesy tvořené mnoha druhy borovic, převážně z podrodu Strobus, často s velkými jedlými semeny (tzv. piňony); jejich kodominantou jsou opadavé či stálezelené duby. Ve vyšších polohách rostou kromě uvedených také jedle (např. jedle posvátná, jejíž lesy jsou významným zimovištěm motýlů), cypřiše, planiky atp., v podrostu může růst množství bromélií, orchidejí či kapradin.
Kuba a Hispaniola – jehličnaté lesy zde rostou v horách a jsou tvořeny jednak borovicemi (Pinus tropicalis, P. caribaea, P. occidentalis, P. cubensis), jednak jalovci, případně nohoplody (Podocarpus aristulatus). Přimíšeny jsou duby a další listnaté stromy či keře.

## Hospodářské lesy a jehličnaté dřeviny

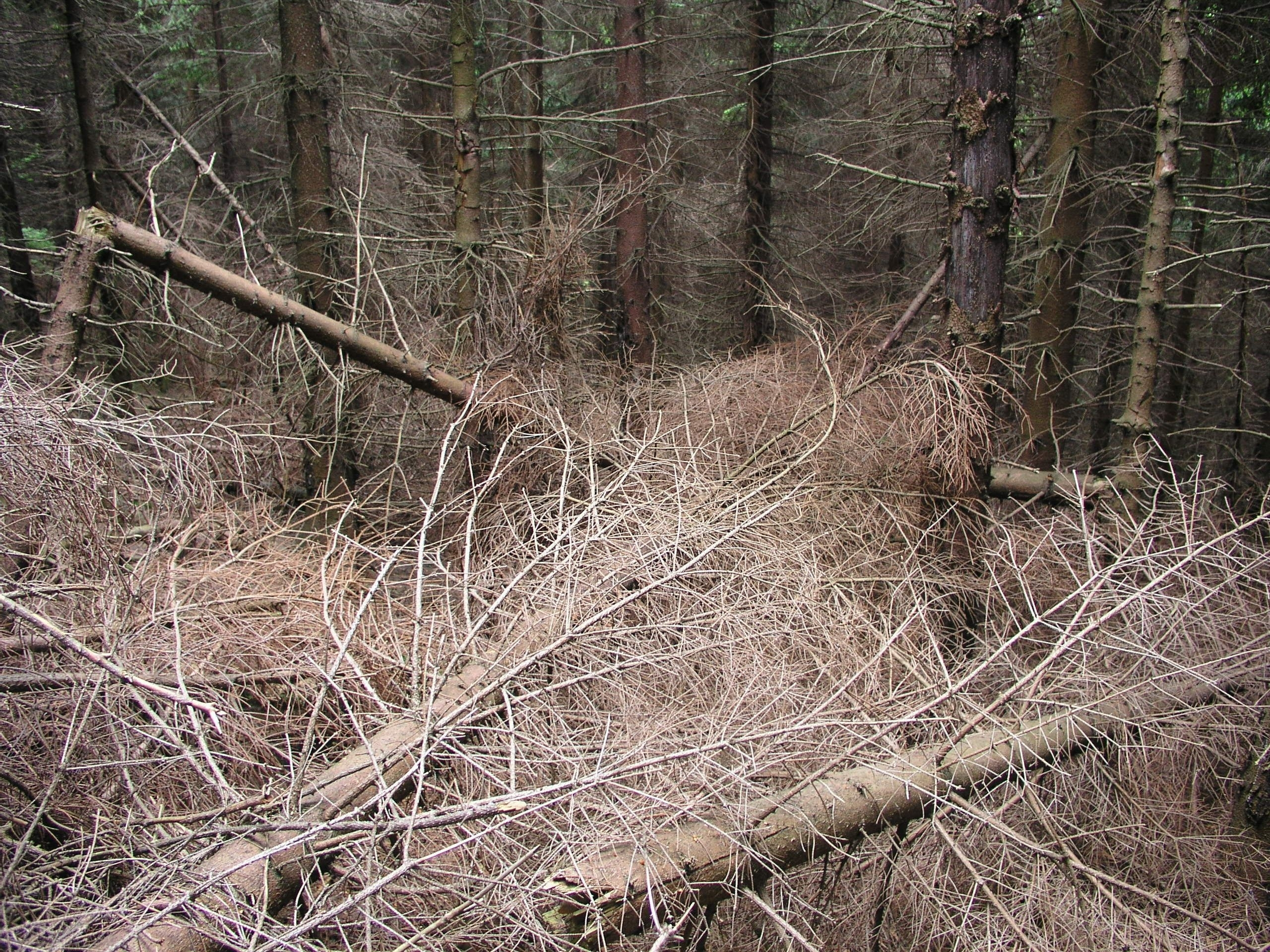
Pohled do spodního patra smrkové monokultury

V současné době zaujímají jehličnaté dřeviny v Evropě poměrně velké plochy i mimo oblasti původního výskytu. Ze střední Evropy jsou známy zejména monokultury smrku (Picea), borovice (Pinus). V Česku zaujímají monokultury (s příměsí do 10 %) necelých 20 % z rozlohy veškerých lesů (jsou zde započteny i přirozené smrkové porosty ve smrkovém stupni nebo bukové monokultury atp.). Ve většině hospodářských lesů tedy převažují (v kontrastu k obvyklým tvrzením o dominanci monokultur) lesy smíšené.
Příčinou zavádění jehličnatých monokultur nebo smíšených lesů s převahou borovice a smrku byla v evropských podmínkách snaha lesníků obnovit produkci dříví a čelit vystupňovanému nedostatku dříví jako paliva a suroviny pro stavebnictví. Plochy od středověku devastované odlesňováním, extenzivní těžbou, pastvou dobytka a polařením byly postupně asi od poloviny 18. století zalesňovány zejména smrkem a borovicí. Zásluhou lesníků se přecházelo od extenzivního hospodaření k intenzivnímu. Byl kladen důraz na výnosovou vyrovnanost (trvalou udržitelnost) lesního hospodaření a současně bylo cílem vypěstovat maximum využitelné a kvalitní suroviny v co nejkratším čase. V počátcích vznikaly převážně monokultury nebo jednoduché směsi dřevin, u kterých byla známá vysoká produkční schopnost. Později v důsledku hmyzích a větrných kalamit, a s rozvojem znalostí o lesních ekosystémech byly tyto porosty během obnovy částečně nahrazovány smíšenými. Lesníci propracovali a ověřili řadu modelů výchovy i dalších opatření omezujících kalamitní škody a zavedli do porostů meliorační dřeviny s cílem uchovat úrodnost lesních půd. I přes korekci názorů na pěstování smrku a borovice v důsledku zkušeností s prvotními monokulturami zůstávají tyto dřeviny, pro svou významnou produkční funkci, spolu s jedlí a modřínem významnou složkou našich hospodářských lesů.
Druhová skladba byla v 50. letech 20. století označena za příčinu vysokých nahodilých těžeb, a od té doby je měněna. V roce 1950 bylo zastoupení jehličnatých dřevin 85,8 %, do roku 2008 kleslo na 74,8 % (o 11 %). Je logické, že podíl listnatých dřevin se za totéž období zvýšil z 12,5 % na 24,2 % (o 11,7 %). Přestože se zastoupení listnáčů zdvojnásobilo, nahodilé těžby se následkem poměrně zásadní změny druhové skladby nesnížily. Z toho lze vyvozovat, že druhová skladba je pouze jedním z faktorů ovlivňujících stabilitu lesního porostu. Někteří autoři poukazují zejména na dominantní roli porostní výchovy a prostorové úpravy.

## Ekologická stabilita a vývojový cyklus v jehličnatém lese
Čistě jehličnaté lesy jsou kvůli nižší mechanické odolnosti náchylnější k poškození abiotickými činiteli (bořivý vítr, mokrý sníh, námraza…). V podmínkách rozsáhlých severských lesů dochází pravidelně ke katastrofálním rozpadům ekosystému (požár, vichřice, kůrovec). Při tom je stráven surový humus nahromaděný v chladném, vlhkém a kyselém prostředí (borealizace), aby se umožnila obnova tajgy. Na plochách po zničeném lese vzniká přípravný les převážně z břízy nebo borovice. Následují různé typy sekundární sukcese. Pod pionýrský porost se podsouvá smrkové zmlazení a po dvou stoletích samovolného vývoje často vzniká nesmíšená smrčina. Asi po třech stoletích znovu začíná rozpad. Je-li jen částečný, nadále se udrží převaha smrku, ale roste stále hůře. Může se změnit i v jiný biom, např. rozsáhlá rašeliniště. Tento typický cyklický rozpad s následnou obnovou bývá označován jako velký vývojový cyklus lesa.